# Эпробемид
Эпробемид (бефол; лат. Befolum) — оригинальный российский антидепрессант, обратимый ингибитор моноаминоксидазы типа А.

## Общая информация
Бефол является антидепрессантом — ингибитором МАО типа А обратимого действия.
Подобно другим антидепрессантам этого типа действия (см. Пирлиндол) повышает содержание в ЦНС нейромедиаторных моноаминов, оказывает антирезерпиновое действие, потенцирует эффект фенамина.
Назначают взрослым при депрессиях различной этиологии (эндогенные депрессии при маниакально-депрессивном психозе и различных формах шизофрении; сенильные и инволюционные депрессии; реактивные и невротические депрессии и др, депрессии у больных хроническим алкоголизмом). Применяют бефол при неглубоких депрессиях с неврозоподобной и нерезко выраженной ипохондрической симптоматикой.
Назначают внутрь (после еды), внутривенно (капельно или струйно) или внутримышечно. Внутрь принимают 2 раза в день по 30—50 мг (до 100—150 мг). Суточная доза — до 400 мг. Во избежание нарушения сна, второй приём препарата должен быть не позднее 18 ч.
При затянувшихся и резистентных депрессиях лечение начинают с внутривенного введения препарата капельно (40—60 капель в минуту) или струйно (в течение 1—2 мин). Для капельного введения суточную дозу бефола растворяют в 250—500 мл изотонического раствора натрия хлорида или 5% раствора глюкозы. Лечение начинают с 50 мг, а затем дозу увеличивают до 200—250 мг. При внутримышечном введении бефола разовые дозы могут составлять 10—25 мг, суточные — 20—50 мг.
Применение бефола может вызвать снижение АД, появление головной боли, ощущение тяжести в голове. В этом случае рекомендуется снизить дозу препарата. Возможно также усиление тревоги и раздражительности. Для предупреждения этих явлений или их устранения следует сочетать приём бефола с нейролептиками и транквилизаторами.
По химическому строению и действию бефол близок к зарубежному препарату моклобемид.

## Противопоказания
Бефол противопоказан при острых воспалительных заболеваниях почек, печени, отравлениях наркотическими, снотворными и анальгетическими средствами, а также в период острой алкогольной абстиненции.

## Физические свойства
Белый и белый с кремоватым оттенком кристаллический порошок. Легко растворим в воде и спирте. По структуре имеет элементы сходства с амисульпридом и сульпиридом.

## Хранение
Хранение: список Б.